# Liceo Colombo
Das Liceo Classico e Linguistico Statale Cristoforo Colombo ist das älteste Gymnasium Genuas und eine der bedeutendsten staatlichen Schulen in der Region Ligurien. Sie wurde im 16. Jahrhundert von den Jesuiten begründet und hat ein humanistisches bzw. seit 2015 zusätzlich ein neusprachlichen Profil. Namensgeber der Einrichtung ist Christoph Kolumbus.

## Lage
Der Sitz des Gymnasiums Liceo Colombo befindet sich im nordwestlichen Teil des historischen Zentrums von Genua, in der Via Dino Bellucci 2. Es ist in Räumlichkeiten aus dem 16. Jahrhundert um das ehemalige Hauptkloster der Observanten untergebracht. Charakteristisch ist beispielsweise ein erhaltener Kreuzgang. Stadtbaumeister Andrea Ceresola, genannt Il Vannone, gilt einigen Zuschreibungen zufolge als Architekt. Nachbarn der Schule sind u. a. die Basilica della Santissima Annunziata del Vastato (Piazza della Nunziata) sowie der Palazzo Durazzo-Pallavicini und der Palazzo dell’Università di Genova (beide Via Balbi).
Eine Zweigstelle der Schule ist im nordöstlichen Stadtviertel Marassi in der Via Canevari 51 gelegen. Gegenüber befindet sich das Sampdoria-Fußballstadion Stadio Luigi Ferraris (Via Giovanni de Prà). Unweit davon ist der Bahnhof Genova Brignole (Piazza Verdi) gelegen, der über eine Metropolitana-Anbindung verfügt.

## Geschichte
Die Ursprünge des Liceo Colombo gehen auf das 16. Jahrhundert zurück. Im Zuge der Gegenreformation entstand auch in der genuesischen Hauptstadt ein Jesuitenkolleg in Form eines Konvikts, das dem Prioriat der bildungsaffinen katholischen Ordensgemeinschaft der Jesuiten angeschlossen wurde.
Mit der Aufhebung des Jesuitenordens durch Papst Clemens XIV. 1773 wurde das in der Via Balbi befindliche Kolleg vom Senat der Republik Genua beschlagnahmt und der Universität Genua übergeben, wobei die Räumlichkeiten fortan vom Collegio Soleri genutzt wurden. Nachdem sich das französische Kaiserreich unter Napoleon Bonaparte Genua 1805 endgültig einverleibt hatte, wurde die Schule 1808 durch Dekret (nach den Bildungsidealen der Französischen Revolution)  aus den christlichen Collegien Invrea, Soleri, Durazzo und Soldatini als Collegio Imperiale wiederbegründet. Das Collegio bezog 1812 den Genueser Klosterbau Annunziata.
Mit dem Sturz Napoleons und dem Wiener Kongress 1815 etablierte sich das Königreich Sardinien-Piemont, außerdem setzte die Restauration ein, sodass das Lyzeum 1816 in eine königlich-savoyische Oberschule transformiert wurde. Diese war zunächst der Ordensgemeinschaft der Somasker anvertraut worden. Giovanni Domenico Ruffini veröffentlichte den Roman Lorenzo Benoni (1853), der auf seinen persönlichen Schuleindrücken von 1818 bis 1822 beruht. 1833/34 wurden Prozesse gegen ehemalige Schüler, die sich um den Geheimbund Junges Italien organisierten, geführt. Von der spanischen Küste kommend, breitete sich 1836 eine Cholera-Epidemie in Genua aus, weswegen das Collegio vorsorglich geschlossen wurde. 1837 übernahmen die rehabilitierten Jesuiten die Administration im Palazzo Niccolò Grimaldi.
Während des Ersten Italienischen Unabhängigkeitskrieges (1848/49) erfolgte eine erneute Schließung der schulischen Einrichtung. Im Sardinischen Krieg, d. h. dem Zweiten Italienischen Unabhängigkeitskrieg (1849), diente das Collegio den französischen Truppen als Feldlazarett. Nachdem die Schulleitung 1860 vom Collegio personell unabhängig geworden war, benannte man die Schule ein Jahr darauf und damit im Zuge der Einigung Italiens nach dem Nationaldichter Dante Alighieri. Bis 1884 blieb das Lyzeum das einzige Gymnasium in Genua. Anlässlich des 400. Jahrestages der Entdeckung Amerikas 1892 erhielt es seinen heutigen Namen Cristoforo Colombo, benannt nach dem genuesischen Seefahrer Christoph Kolumbus. Seitdem ist im Arkadenhof eine Columbus-Statue aus Carrara-Marmor vom Rivalta-Schüler Francesco Caroni aufgestellt, wobei sich der Preis auf ca. 4.300 Italienische Lira belaufen habe. Der Althistoriker Giovanni Oberziner hielt eine der beiden Festreden. Unter den Weltkriegs-Gefallenen (von 1915 bis 1918) waren 39 ehemalige Schüler und Lehrer, die an der Seite der Entente kämpften.
Mit der Schulreform 1923 unter dem faschistischen Unterrichtsminister Giovanni Gentile wurde die Schule zu einem humanistischen Gymnasium (Liceo Classico). Seit dem Schuljahr 2015/16 trat ein neusprachliches Profil (Liceo Linguistico) hinzu. Im altsprachlichen Profil werden Latein und Altgriechisch unterrichtet.

## Bibliothek
Das Liceo Colombo verfügt über eine Bibliothek mit rund 10.000 Bänden.

## Alumni
- Giuseppe Dabormida (1799–1869), General und sardinischer Kriegsminister
- Jacopo Ruffini (1805–1833), Patriot
- Giuseppe Mazzini (1805–1872), Freiheitskämpfer des Risorgimento
- Giovanni Domenico Ruffini (1807–1881), Schriftsteller
- Cesare Cabella (1807–1888), Politiker
- Agostino Ruffini (1812–1855), Schriftsteller
- Camillo Sbarbaro (1888–1967), Dichter
- Giulio Natta (1903–1979), Chemiker (Nobelpreisträger)
- Giorgio Labò (1919–1944), Architekt
- Emanuele Luzzati (1921–2007), Bühnenbildner
- Enzo Tortora (1928–1988), Fernsehunterhalter
- Fabrizio De André (1940–1999), Liedermacher
- Mino Vignolo (* 1945), Journalist
- Fabio Luisi (* 1959), Dirigent

## Ehemalige Lehrer
- Luigi Ceci (1859–1927), Linguist
- Giuseppe Vitali (1875–1932), Mathematiker
- Dino Bellucci (1911–1944), Partisan
- Angelo Marchese (1937–2000), Sprachwissenschaftler
- Mauro Piacenza (* 1944), Kurienkardinal